# La Sardina
La Sardina és una partida del municipi de la Seu d'Urgell situada a la riba esquerra del riu Segre, a la plana de la Seu. L'accés és creuant el pont de la Palanca a través dels camins de la Sardina, l'Olla (renovats l'any 2007) i la carretera LV-4008. Quan Sant Ermengol era bisbe està documentat que un dels seus sacerdots, Vives, era propietari de sengles alous a Sardina que va deixar als seus familiars per anar en pelegrinatge al Sant Sepulcre de Jerusalem el 1021.
El camí de l'Olla és l'antic camí del Ges, paral·lel al riu de la Color. La partida té sis finques qualificades de zona de sòl protegit de valor agrícola-ramader, totes elles anteriors a l'any 1956, i són explotacions agràries que han estat importants al municipi, entre d'altres: Cal Peret de la Masovera, Cal Cinca, Cal Parra, Cal Guiu, Cal Lleó i Ca l'Avellanet.
| Nom                      | Coordenades                                        | Raons per la preservació |
| ------------------------ | -------------------------------------------------- | ------------------------ |
| Cal Cinca                | arquitectòniques, mediambientals i paisatgístiques |                          |
| Borda Cal Guiu           | històriques                                        |                          |
| Cal Lleó                 | històriques, mediambientals i paisatgístiques      |                          |
| Cal Parra                | mediambientals i paisatgístiques                   |                          |
| Cal Peret de la Masovera | històriques i socials                              |                          |
| Torre Avellanet          | històriques, mediambientals i paisatgístiques      |                          |

## Cal Cinca

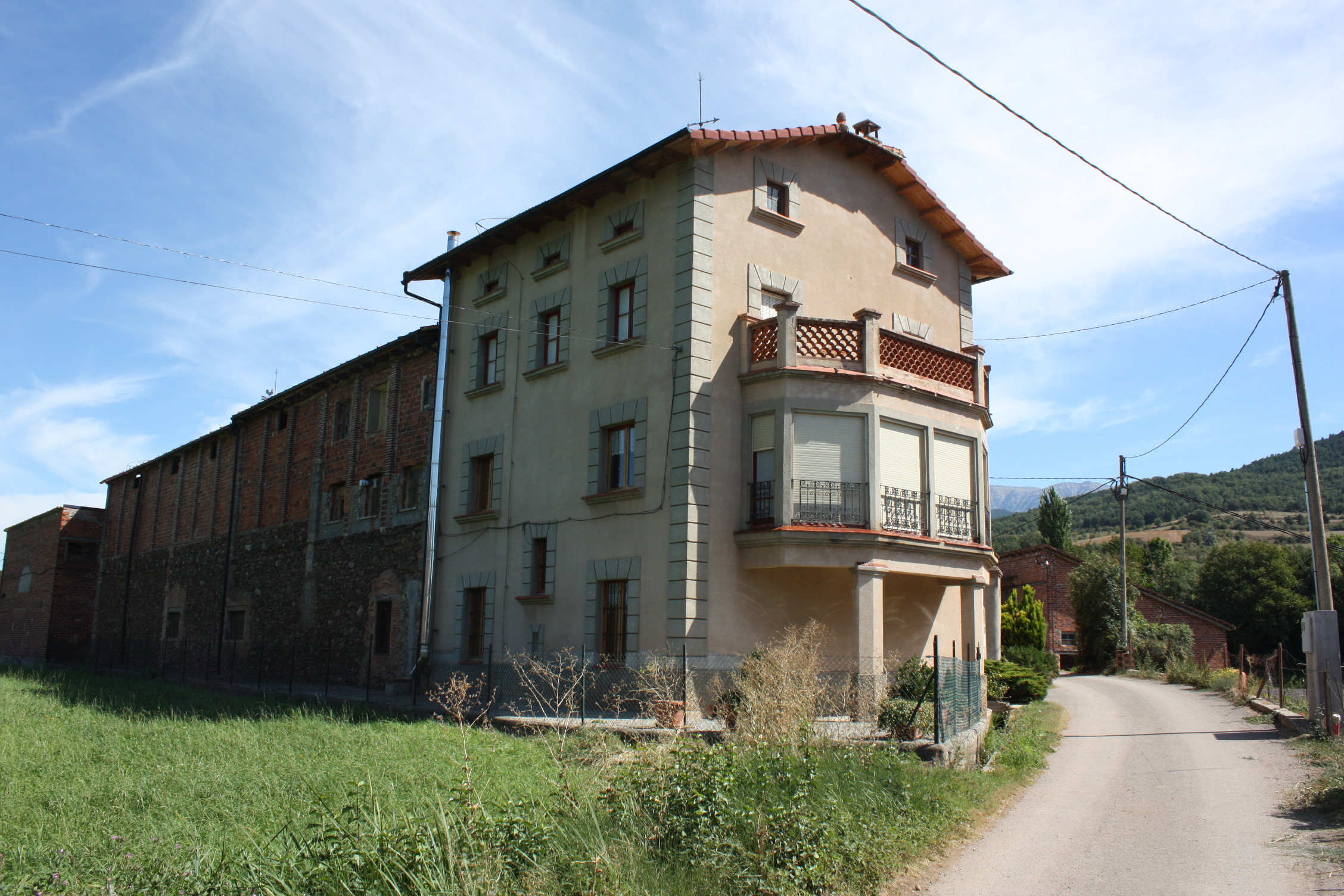
Cal Cinca, des del camí de l'Olla.

Sardina, 6. Accés des del camí de l'Olla. Format per una agrupació de construccions entre les quals s'hi troba un habitatge i una sèrie de cossos annexes destinats a ús agrícola. L'edifici és anterior al 1956. Està construït amb murs de càrrega d'obra de fàbrica i de maçoneria no concertada i forjats de biguetes de formigó i revoltó ceràmic.

## Borda Cal Guiu
Sardina, 7. Accés des del camí de l'Olla. Format per un antic habitatge i una sèrie de corts i pallers adjunts. L'edifici data del 1800. Està construït amb murs de càrrega d'obra de fàbrica i de maçoneria i forjats de bigues i empostat de fusta.

## Cal Lleó

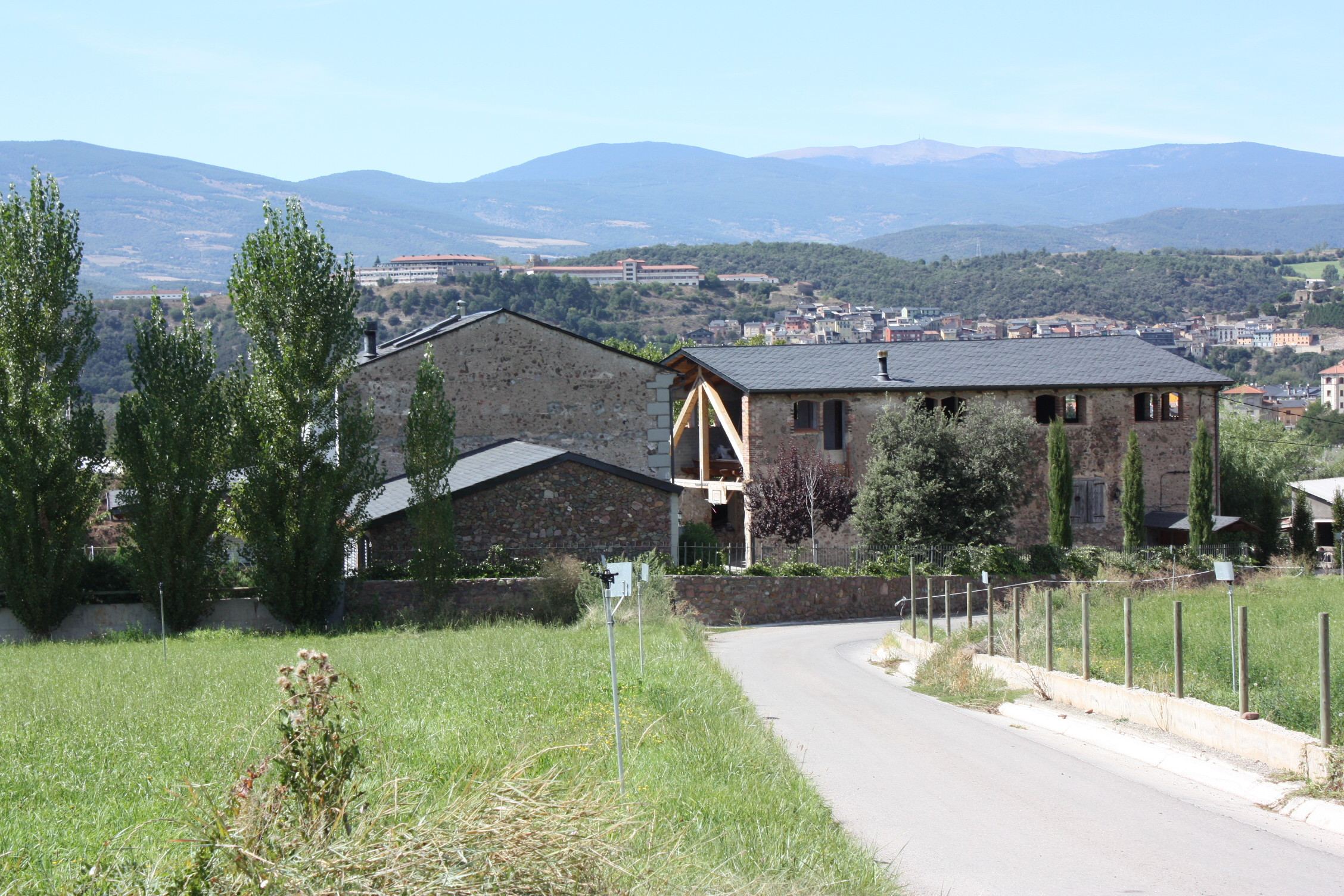
Cal Lleó, des del camí de l'Olla.

Sardina, 4. Accés des del camí de l'Olla. Format per un habitatge i un annex destinat a ampliació de l'habitatge i ús agrícola. L'edifici data del 1915 i reformat el 1995. Ambdós amb estan construïts amb murs de càrrega d'obra de fàbrica i forjats de biguetes de formigó i revoltó ceràmic i l'annex agrícola amb murs de càrrega d'obra de maçoneria no concertada i forjats de biguetes de formigó i de bigues i empostat de fusta.

## Cal Parra
Sardina, 2. Accés des del camí de la Sardina. Format per un habitatge i altres construccions d'ús agrícola. L'edifici data del 1900. Està construït amb murs de càrrega d'obra de maçoneria no concertada i forjats de bigues i empostat de fusta i de biguetes de formigó i revoltó ceràmic.

## Cal Peret de la Masovera
Sardina, 13. Accés des de la carretera LV-4008. Part de la masia ha estat reconvertida en casa de turisme rural, anomenada la Vall del Cadí, amb capacitat per a 15 persones.
Format per tres habitatge, un edifici destinat a turisme rural i un cinquè edifici independent. L'edifici més antic data del 1950, la resta del 1960 excepte el cinquè edifici del 1955. Els cinc són construïts amb murs de càrrega d'obra de maçoneria no concertada, alguns d'ells amb forjats de bigues i empostat de fusta i d'altres amb forjats de biguetes de formigó i revoltó ceràmic. El cinquè edifici independent amb pilars d'obra de fàbrica i coberta de bigues i empostat de fusta.

## Torre Avellanet
Sardina, 5. Accés des de la carretera LV-4008. Format per un habitatge i un edifici d'ús agrícola. L'edifici data del 1907. Ambdós construïts amb murs de càrrega de maçoneria no concertada, un d'ells amb forjats de biguetes de formigó i revoltó ceràmic, i l'edifici agrícola amb forjats de bigues i empostat de fusta.